# Baby's in Black
Baby's In Black (Lennon/McCartney) är en låt av The Beatles från 1964.

## Låten och inspelningen
Baby's in Black är en låt av Lennon-McCartney inspelad av The Beatles 1964.
John Lennon och Paul McCartney sjunger här i tät duettsång.
Denna valsliknande låt skrevs på ett hotellrum under gruppens turné i augusti 1964. Man började här experimentera med andra stilar och resultatet blev en låt i valstakt som spelades in i 14 tagningar (man fick inte George Harrisons gitarrstämma rätt) på kvällen 11 augusti 1964. Arrangemangen är intressanta även om man uppenbarligen inte lade ned så stor möda på texten. Låten kom med på LP:n Beatles for Sale som utgavs i England 4 december 1964 och i USA på ”Beatles '65”, som utgavs 15 december 1964. Låten spelade gruppen på sina konserter ända tills de slutade turnera.
En liveversion av Baby's in Black inspelad på arena Hollywood Bowl, Los Angeles den 29-30 augusti 1965 finns på CD-EP-albumet Real Love från 1996. Låten finns däremot inte med LP:n The Beatles at the Hollywood Bowl.